# 大屋頂環
大屋頂環或大屋根（日语：／，英語：the Grand Ring）是位於日本大阪府大阪市此花區梦洲地區的一座人工構造物，作為2025年世界博覽會（大阪・關西世博）的象徵設施而興建。其獲得金氏世界紀錄認證為世界最大的木結構物。

## 概要
大屋頂環旨在體現大阪・關西世博會的場館設計理念「多樣而統一（多様でありながら、ひとつ）」，自2023年6月動工，並於2025年2月竣工，歷時約一年半。該建築作為整個博覽會的象徵，預計於博覽會期間，即2025年（令和7年）4月13日至10月13日的184天中，作為中心設施使用。總建設費約為350億日圓。
設計方面由日本建築師藤本壯介主導，基本設計則由東畑建築事務所與梓設計組成的聯合體負責，實際建造工作則由三個建設聯合體分別承擔。
大屋頂環的構造結合了日本傳統神社佛閣的貫接合法與現代建築技術，主要建材為70%日本產杉木與檜木、30%為來自海外的歐洲赤松。藤本表示，之所以選擇以木造形式建造，旨在發揮日本超過千年的木建築歷史與技術，並向世界傳達日本欲以木構建築引領全球的訊息。而採用環形設計，則是出於兼具「功能性」與「象徵性」的考量。。

## 屋頂設施
大屋頂環設有樓梯、4處自動扶梯與6座電梯，訪客可通往屋頂空間。屋頂面積約32,500平方米，規劃為綠化區，並設有一條名為「天空步道（スカイウォーク）」的環形回廊，訪客約可花費30分鐘繞行一圈。雖然原先宣布的總周長為約2公里，但後來經以通道中心線測量，實際周長被確認為2,025米，與世博會舉辦年份相同。
建築南側面對水域空間「水上廣場（ウォータープラザ）」，於會期中可從高處俯瞰場館景觀，並欣賞水上秀等表演活動。

## 閉幕後
大阪・關西世博閉幕後，大屋頂環預定將被拆除與撤除。部分木材將進行再利用。儘管社會上有呼聲希望將其作為「世博遺產」保留，但由於該建築以臨時建築物為前提設計，若欲永久保存，將須進行大規模補強工程與高額的維護管理費用，因此面臨諸多技術與財政上的課題。
2025年4月27日，世博協會透露，正在與一家私人業者進行討論將約200公尺的場地保留為紀念碑。另一方面，大阪府知事吉村洋文於5月3日表示，「如果不留下可以走在大屋頂上仰望天空的環，那就沒有意義了」，並提議將包括屋頂在內的海邊約600米的區域保持現狀。最終決定原本預定於6月23日作出，但當天的董事會會議並未制定最終政策。目前，大阪關西博覽會象徵性的大屋頂環再利用需求仍只有總量的約8%。即使考慮將部分結構保留在原地，預計仍有約80%的部分會被粉碎成木屑。

## 圖庫

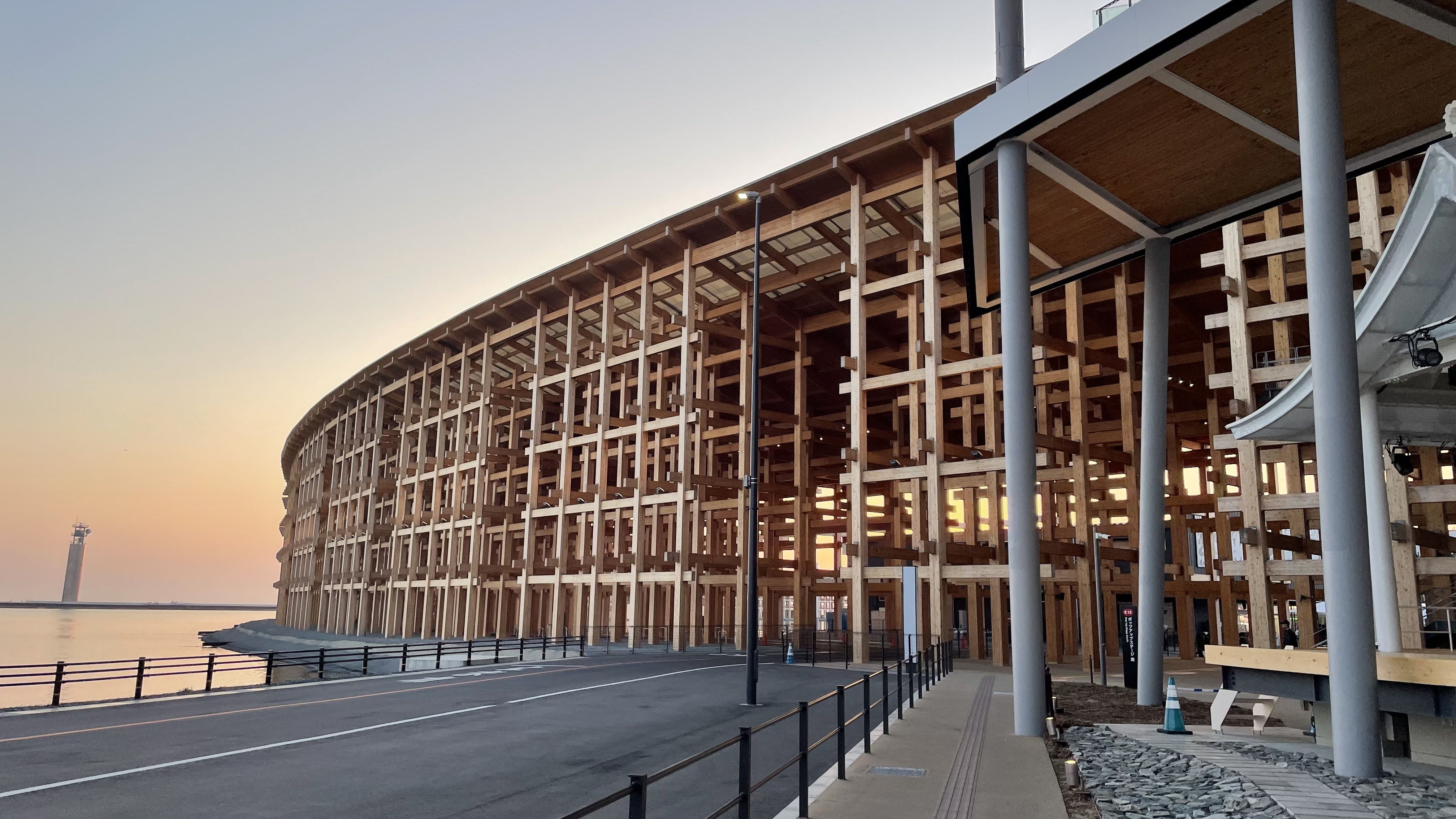
大屋頂環（自東南方）
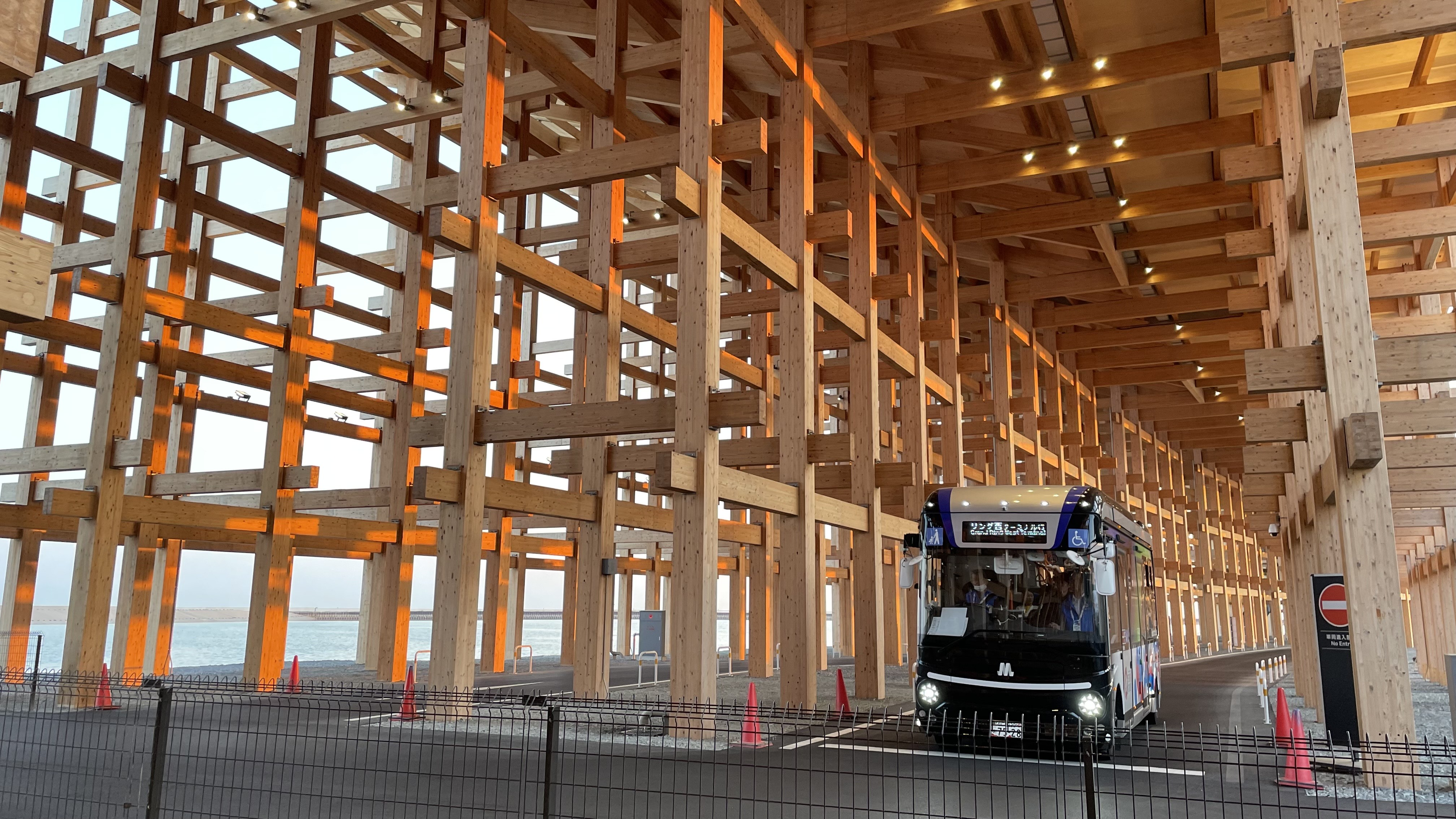
大屋頂環南側為車輛通行道路
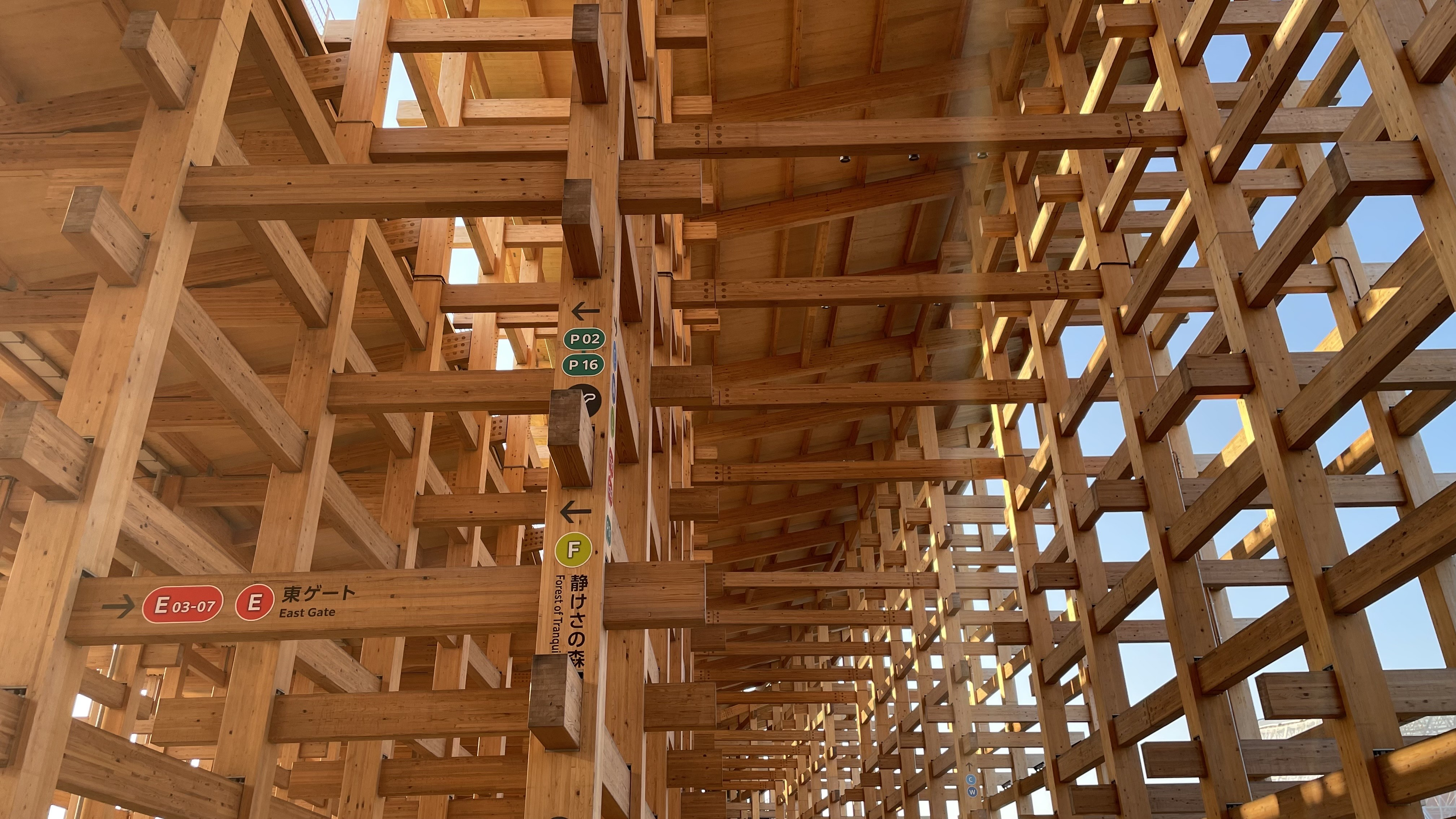
柱子兼具指示標誌功能
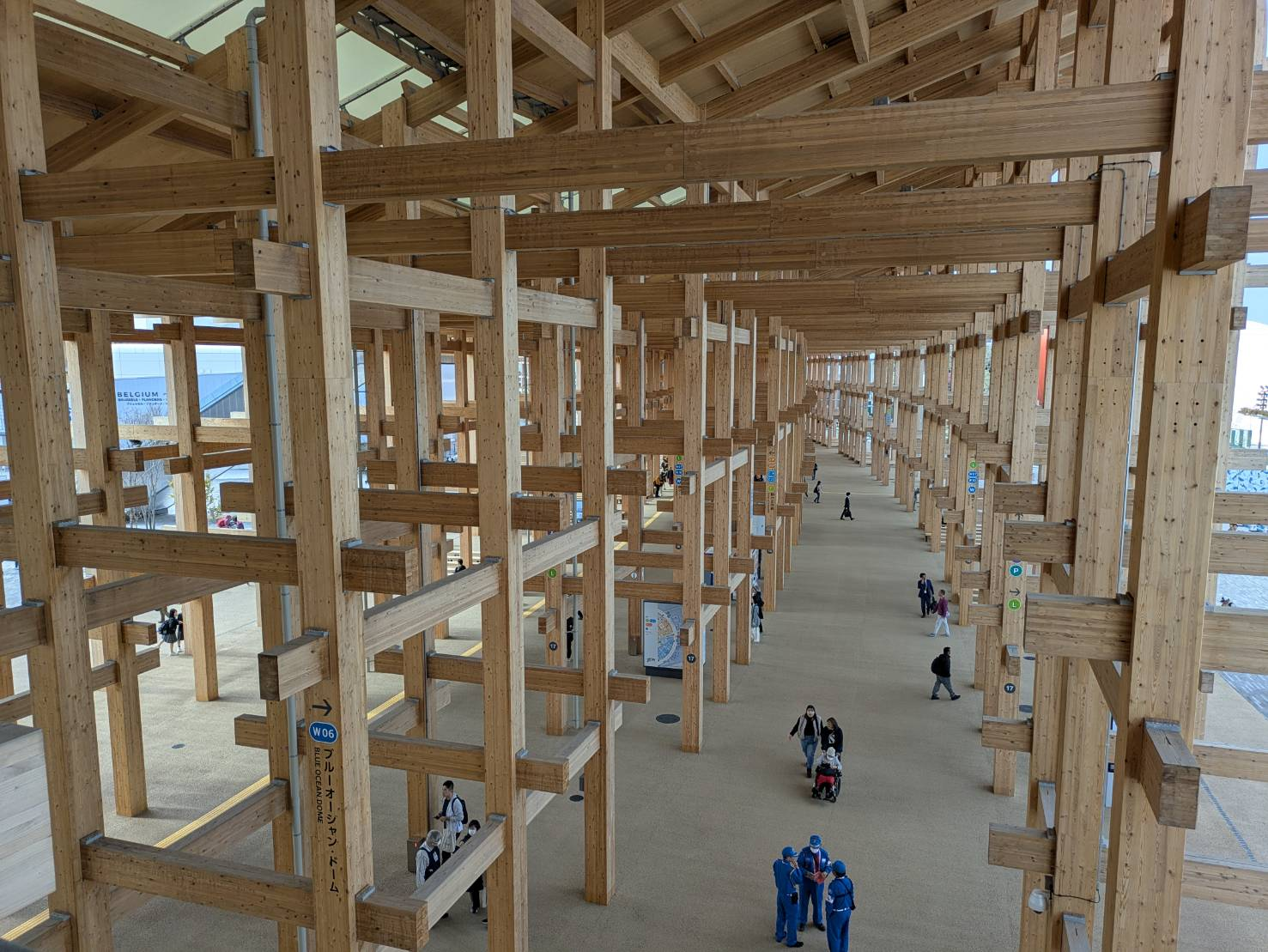
大屋頂環內部（西門附近）
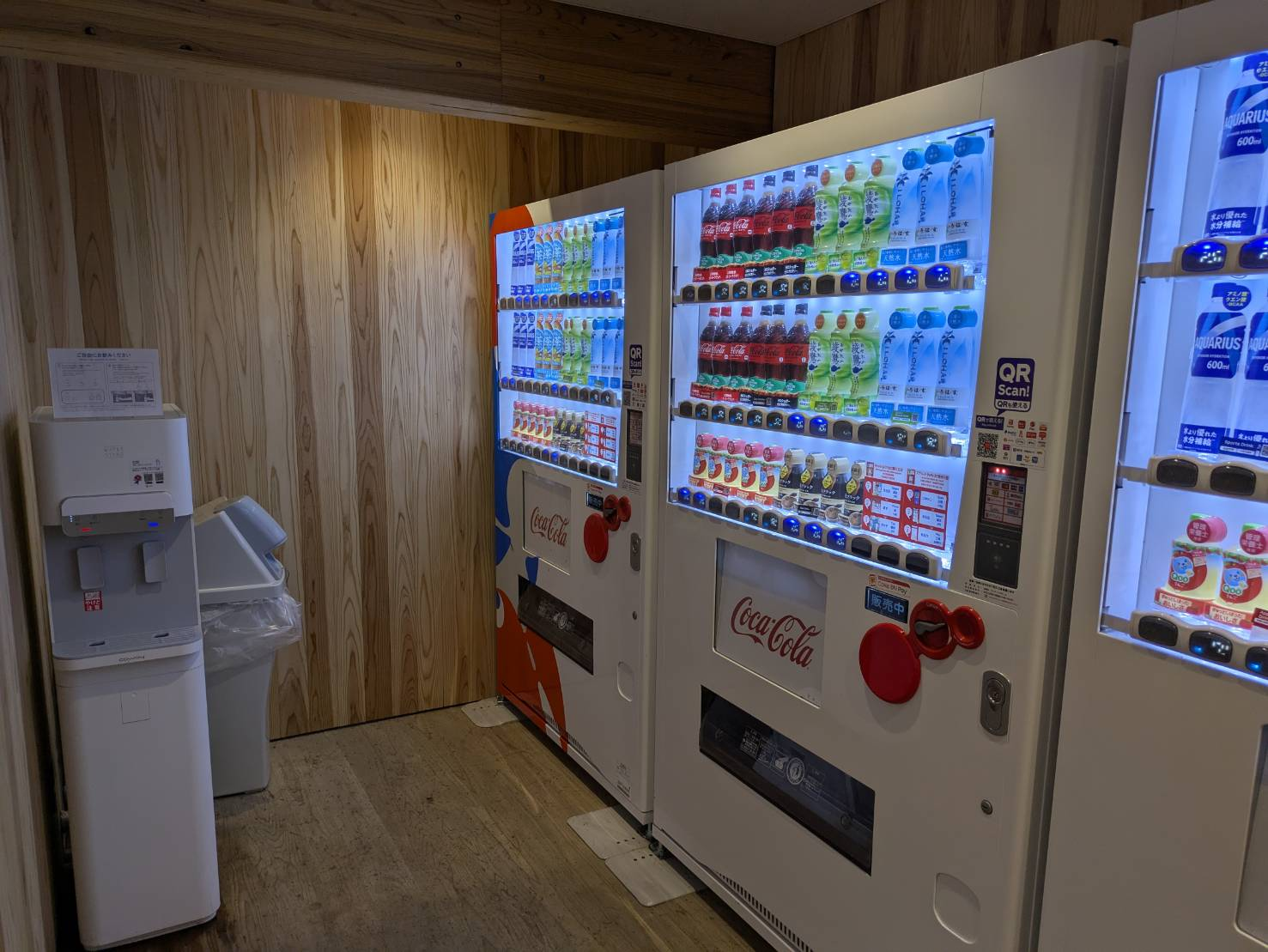
環內設有自動販賣機等設施
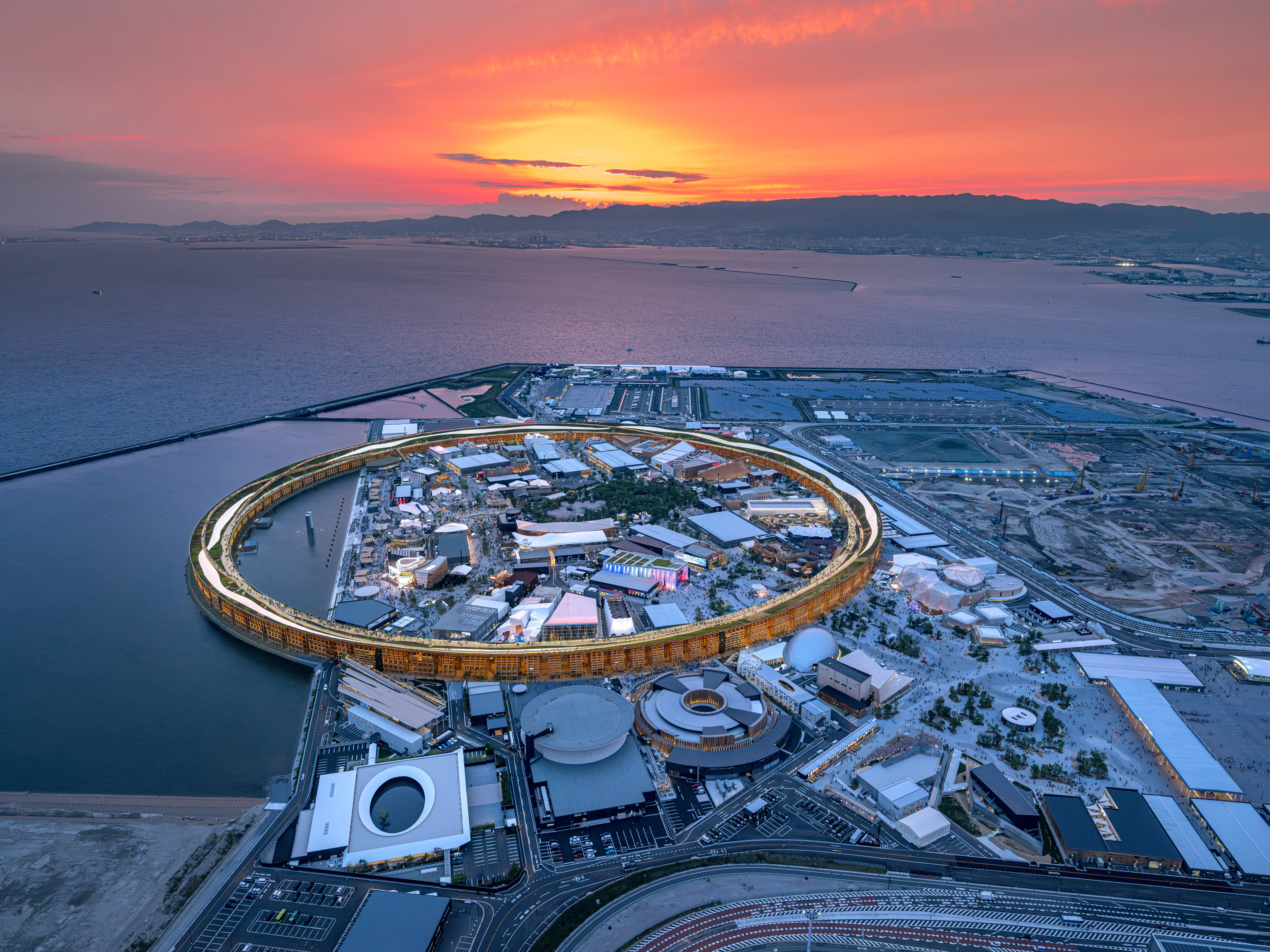
大屋頂環與夕陽
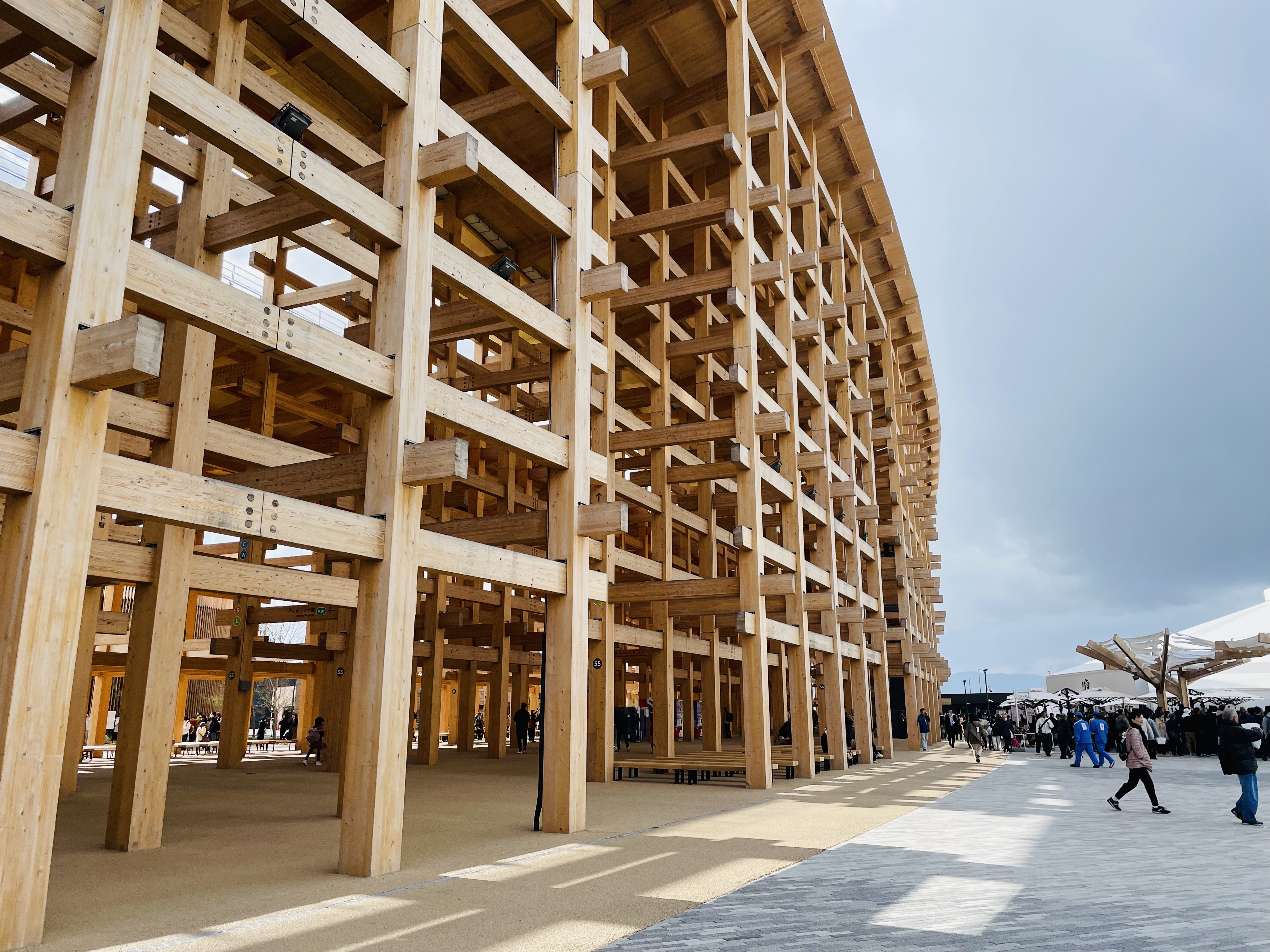
大屋頂環周邊
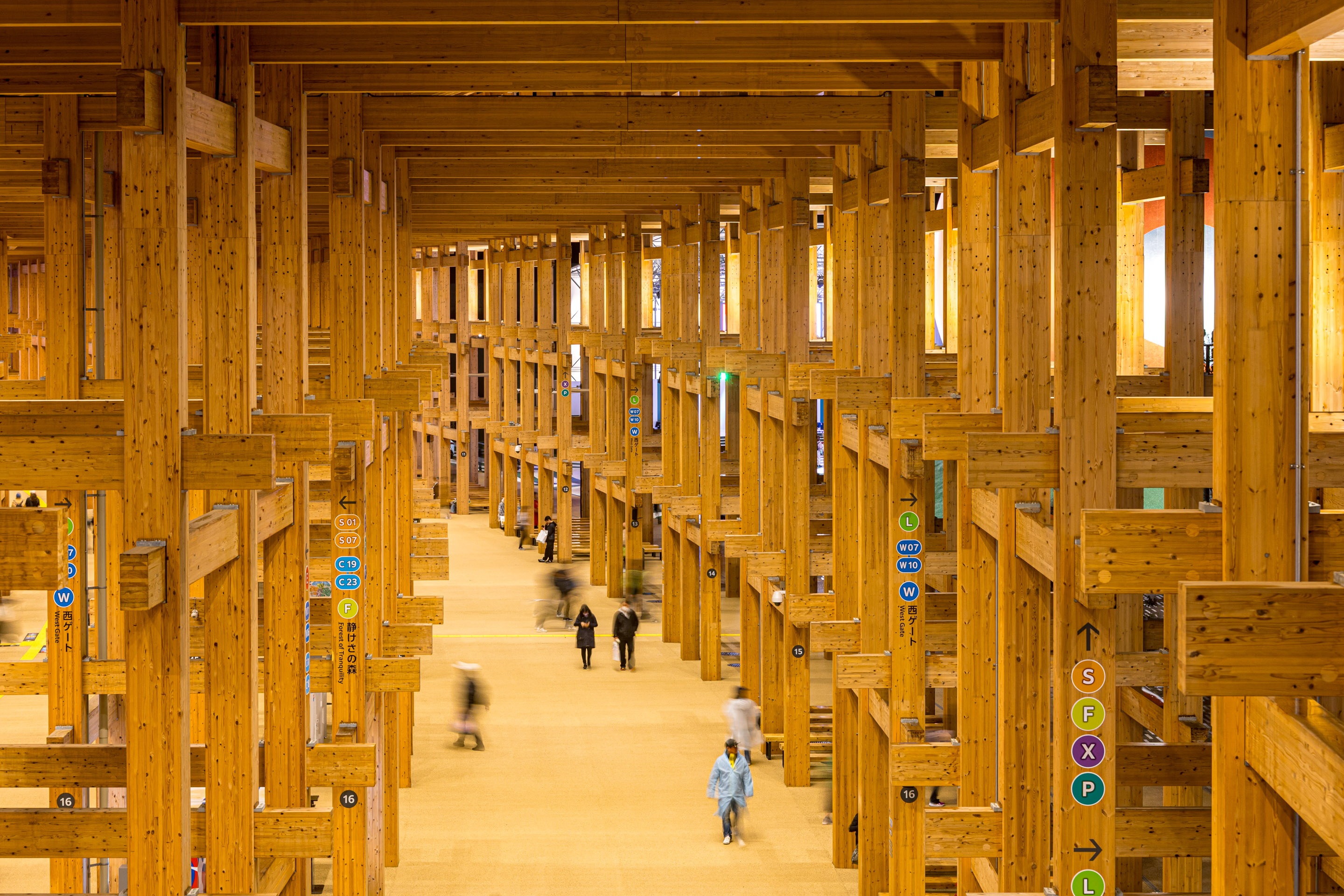
夜間照明下的大屋頂環
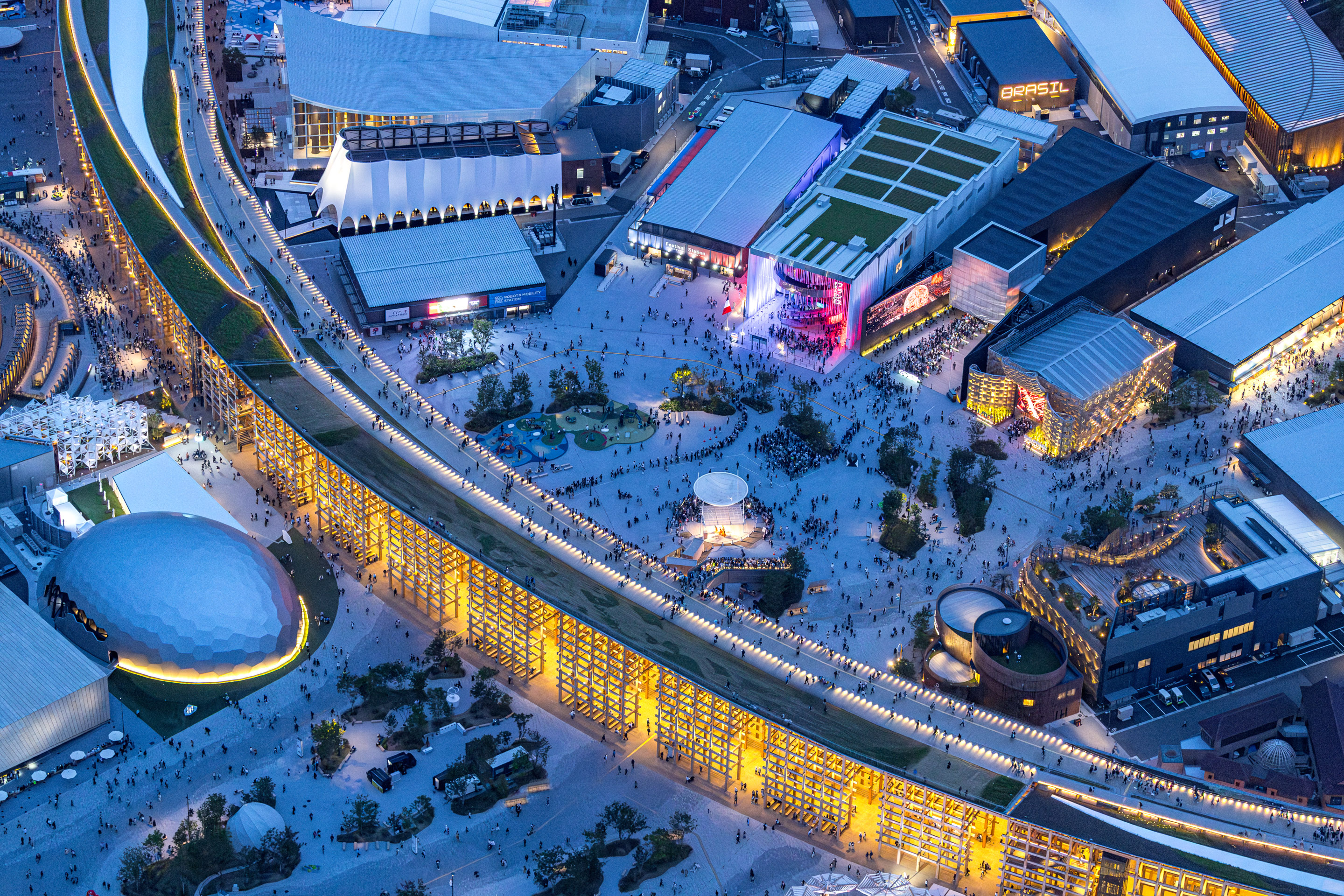
東門側的大屋頂環夜景
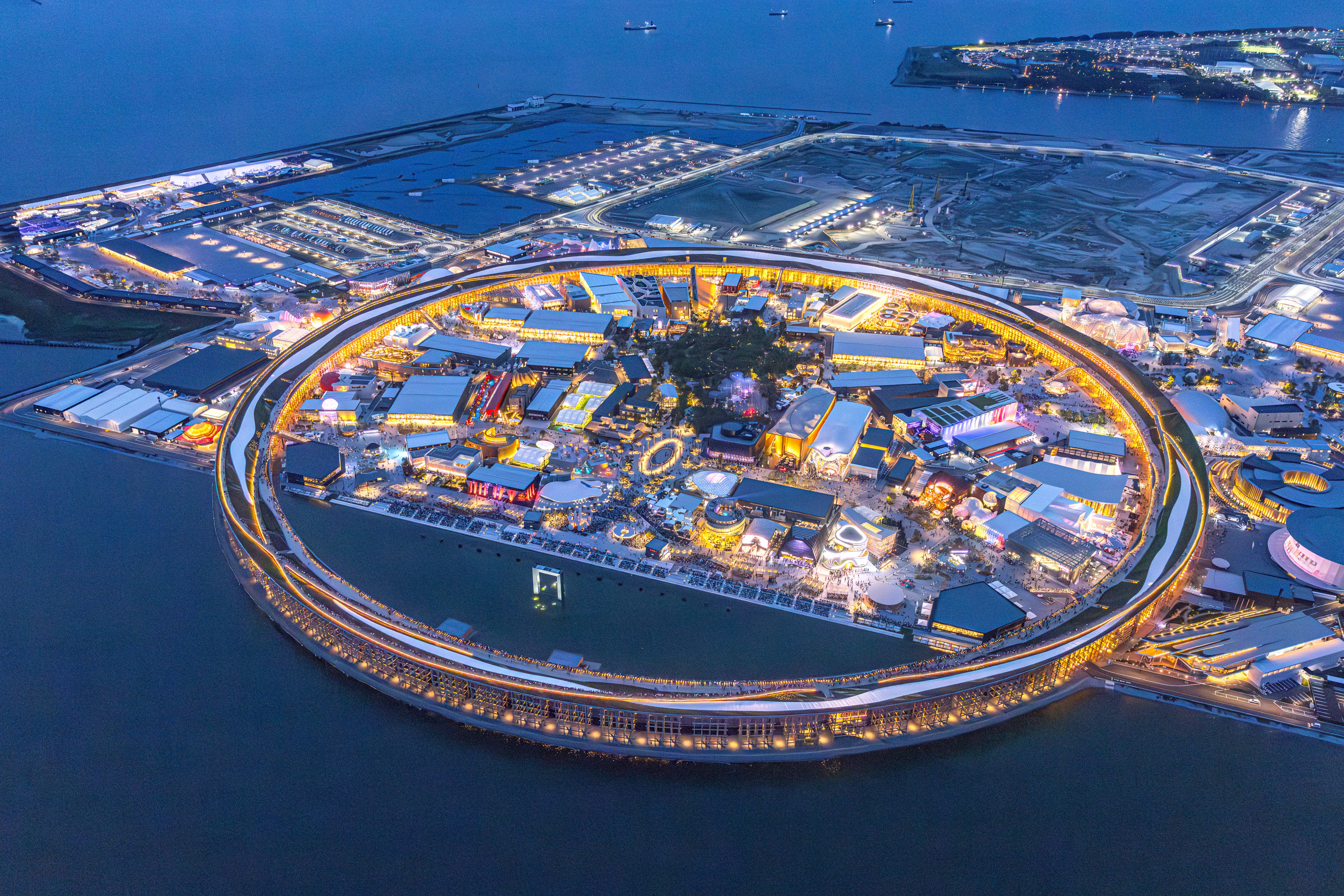
大屋頂環全景（夜景）
米雅米雅與大屋頂環（西門廣場）

## 外部連結
- 大屋根リング - EXPO 2025 大阪・関西万博公式Webサイト
- 大屋根リングー施設整備事業（PW北東工区）ー - 大林組